# Montebello (Californie)
Pour les articles homonymes, voir Montebello.
Montebello est une ville située dans le comté de Los Angeles, dans l'État de Californie aux États-Unis. Au recensement de 2000 sa population était de 62 150 habitants.

## Géographie
Selon le Bureau de Recensement, elle a une superficie de 21,6 km2, dont 0,3 km2 de plans d'eau, soit 1,32 % du total.

## Démographie
| 1930  | 1940  | 1950   | 1960   | 1970   | 1980   |
| ----- | ----- | ------ | ------ | ------ | ------ |
| 5 498 | 8 016 | 21 735 | 32 097 | 42 807 | 52 929 |

| 1990   | 2000   | 2010   | - | - | - |
| ------ | ------ | ------ | - | - | - |
| 59 564 | 62 150 | 62 500 | - | - | - |

## Jumelages
Ashiya (Japon)
 Esquinapa (Mexique)
 Iguala (Mexique)
 Ensenada (Mexique)
 Stepanakert (République du Haut-Karabagh)